# Georg Niedermühlbichler

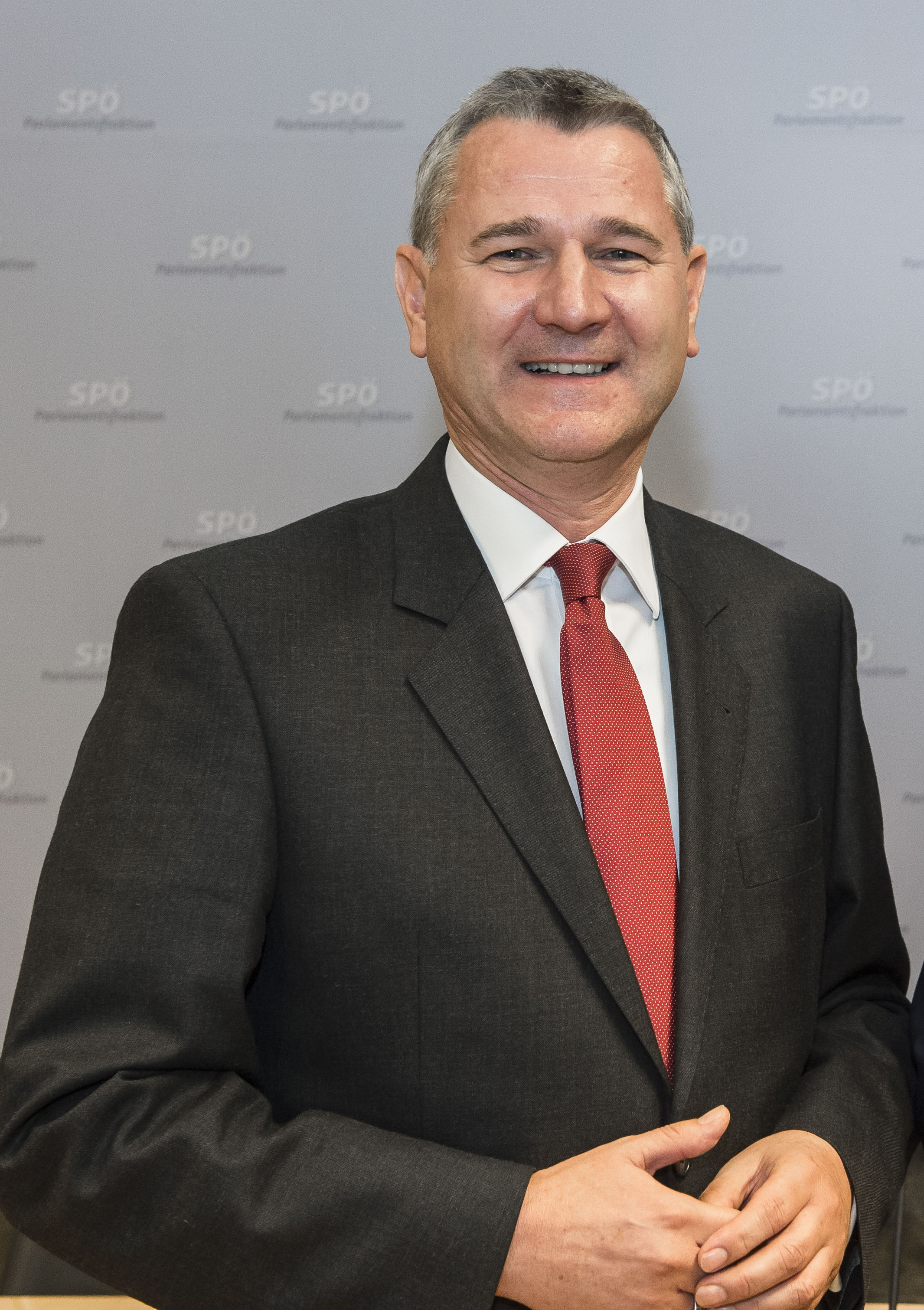
Georg Niedermühlbichler (2016)

Georg Niedermühlbichler (* 16. Februar 1966 in Söll) ist ein österreichischer Politiker (SPÖ) und Abgeordneter zum Wiener Landtag wie auch Mitglied des Wiener Gemeinderats. Er war Landesparteisekretär der SPÖ Wien und von 2016 bis 2017 Bundesgeschäftsführer der Sozialdemokratischen Partei Österreichs (SPÖ).

## Leben
Georg Niedermühlbichler absolvierte eine Ausbildung zum Elektroinstallateur und dann zum Einzelhandelskaufmann. Er war von 1985 bis 1998 bei Wienstrom beschäftigt. Von 2007 bis 2008 war Niedermühlbichler Bundes- und Wiener Landessekretär der Mietervereinigung Österreichs und führt den Verein seit März 2008 als Wiener Landesvorsitzender und Präsident der Mietervereinigung Österreichs (MVÖ). 
Niedermühlbichler ist verheiratet. Er hat einen Sohn und eine Tochter.

## Politik
Von 1996 bis 2005 war Niedermühlbichler SPÖ-Bezirksrat in der Inneren Stadt und von 1998 bis 2001 Klubvorsitzender der SPÖ-Bezirksräte. Von 2001 bis 2005 wirkte er als Bezirksvorsteher-Stellvertreter. Parallel dazu war er von 1998 bis 2006 Bezirksgeschäftsführer der SPÖ Wien-Innere Stadt. Er ist seit dem 18. November 2005 Mitglied des Wiener Landtages und des Gemeinderates und vertritt die SPÖ in der 18. Gesetzgebungsperiode im Ausschuss „Wohnen, Wohnbau und Stadterneuerung“. Vom 1. August 2014 bis Juni 2016 war er Landesgeschäftsführer der SPÖ Wien. Am 13. Juni 2016 folgte er Gerhard Schmid als SPÖ-Bundesgeschäftsführer nach.
Im August 2017 trat die Psychoanalytikerin Rotraud A. Perner aus der SPÖ aus. Sie warf Niedermühlbichler „ihrer Meinung nach frauenverachtende Aussagen“ vor und dass er gemeinsam mit Bundeskanzler Christian Kern Dirty Campaigning gegen den politischen Mitbewerber betreibe.
Am 30. September 2017, zwei Wochen vor der Nationalratswahl in Österreich 2017, gab Niedermühlbichler im Zuge der Silberstein-Affäre seinen Rücktritt als Bundesgeschäftsführer der SPÖ bekannt. Der Rücktritt stand im Zusammenhang mit teils rassistischen, teils als Falsche-Flagge-Aktion, angeblich zur Wähleranalyse erstellten Facebook-Seiten.
Während Niedermühlbichler anfangs noch bestritt, dass er und die Parteispitze von den Seiten wussten, veröffentlichten profil und Die Presse, dass der externe SPÖ-Wahlkampfberater Tal Silberstein diese anlegen ließ. Von diesem sei der PR-Berater Peter Puller damit beauftragt worden, die Seiten zu betreuen. Nach Silbersteins Verhaftung im August 2017 hatte der direkt Niedermühlbichler unterstellte SPÖ-Wahlkampfmanager Paul Pöchhacker dessen Tätigkeit übernommen und Puller angewiesen, die Seiten weiterzuführen, um eine Verbindung zu Silberstein und der SPÖ zu verschleiern. Die Seiten wurden unmittelbar nach Bekanntwerden der Beteiligung von Silberstein vom Netz genommen. Daraufhin wurde Pöchhacker suspendiert.
Auf dem Bundeswahlvorschlag der SPÖ zur Nationalratswahl 2017 wurde Niedermühlbichler auf Platz neun gereiht. Niedermühlbichler erreichte durch Vorreihungen aus anderen Listen kein NR-Mandat und verbleibt im Wiener Landtag.